# Acrisione
Acrisione là một chi thực vật có hoa trong họ Cúc (Asteraceae).

## Loài
Chi Acrisione gồm các loài: